# Microsoft Office 2004 pour Mac
Chronologie des versions
Microsoft Office 2001 Microsoft Office 2004
Microsoft Office 2004 pour Mac est une suite bureautique développée par Microsoft pour les ordinateurs Macintosh à processeur PowerPC. De ce fait, il est impossible de l'utiliser avec Mac OS X 10.7 (Lion) à cause de l'abandon à partir de cette version de Rosetta.